# Arthur Edward Hardinge
Sir Arthur Edward Hardinge, KCB, CIE (2 de marzo de 1828 – 15 de julio de 1892) fue Gobernador de Gibraltar .

## Biografía
Segundo hijo de Henry Hardinge, fue oficial del 41.º Regimiento de Infantería en 1844. 
Casado el 30 de diciembre de 1858 con Mary Georgina Frances Ellis, hija del teniente coronel Augustus Frederick Ellis, fueron padres de un hijo, Arthur Henry Hardinge, y tres hijas. 
Fue nombrado ayudante de campo de su padre y más tarde trabajó para el Gobernador general de la India.  En 1849 se trasladó a la Guardia Coldstream .  Fue a Crimea como subintendente general adjunto en 1854 y estuvo presente en la batalla de Alma, la batalla de Balaclava, la batalla de Inkerman y el asedio de Sebastopol.  También fue asistente del intendente general en Shorncliffe en 1856 y se convirtió en escudero del príncipe Alberto en 1858. Tras la muerte de Alberto, se convirtió en escudero de la reina Victoria . 
En 1881 fue nombrado comandante del ejército de Bombay y coronel de los Royal Inniskilling Fusiliers hasta 1886, cuando fue nombrado Gobernador de Gibraltar y coronel del 1.º Batallón del Royal Rifle Corps. 
Murió el 15 de julio de 1892.

## Reconocimientos
- Compañero de la Orden del Baño (1886).